# Herzeleid
Herzeleid er debutalbummet fra det tyske Neue Deutsche Härte-metal band Rammstein som blev udgivet i 1995 gennem Motor Music Records.

## Numre
1. "Wollt ihr das Bett in Flammen sehen?" (Vil I se sengen i flammer) – 05:17
2. "Der Meister" (Mesteren) – 04:08
3. "Weisses Fleisch" (Hvidt kød) – 03:35
4. "Asche zu Asche" (Aske ved aske) – 03:51
5. "Seemann" (Sømand) – 04:48
6. "Du riechst so gut" (Du lugter så godt) – 04:49
7. "Das alte Leid" (Den gamle sorg) – 05:44
8. "Heirate mich" (Gift dig med mig) – 04:44
9. "Herzeleid" (Hjertesorg) – 03:41
10. "Laichzeit" (Fødsel) – 04:20
11. "Rammstein" (Rammstein) – 04:25

## Tilhørende singler

### Du riechst so gut
Du riechst so gut er Rammsteins første single fra 24. august 1995.
Singlen indeholder:
1. [4:50] Du riechst so gut (Singleversion)
2. [5:19] Wollt ihr das Bett in Flammen sehen? (Albumversion)
3. [4:45] Du riechst so gut (Scal Remix)

Nummeret blev i 1998 genudsendt i en såkaldt forbedret version under navnet Du riechst so gut '98. Singlen indeholdt det forbedrede nummer 7 remix og videoen til den originale udgave af sangen:
1. [04:24] Du riechst so gut '98
2. [01:58] Du riechst so gut – Remix af Faith No More
3. [04:17] Du riechst so gut – Remix af Günter Schulz (KMFDM) og Hiwatt Marshall
4. [04:47] Du riechst so gut – Remix af Sascha Konietzko (KMFDM)
5. [04:45] Du riechst so gut – Remix af Olav Bruhn (Bobo In White Wooden Houses)
6. [03:53] Du riechst so gut – Remix af Sascha Moser (Bobo In White Wooden Houses)
7. [04:34] Du riechst so gut – Remix af Jacob Hellner / Marc Stagg
8. [05:18] Du riechst so gut – "Migräne-"remix af Günter Schulz (KMFDM)
9. Multimediatrack (Win & Mac) Originalvideo "Du riechst so gut '95"

### Seemann
Seemann blev udgivet 8. januar 1996.
Indeholder:
1. [5:00] Seemann (Album Version)
2. [4:10] Der Meister (Album Version)
3. [6:24] Rammstein in the house (Timewriter-Remix)

Live laver de crowd surfing i en gummibåd, når de spiller Seemann.

### Asche zu Asche
Asche zu Asche er sådan set fra Herzeleid men blev først udgivet 15. januar 2001 som led i et promotion-fremstød for Rammsteins Australien/New Zealand-tour.
1. [03:51] Asche zu Asche (Studio Version)
2. [05:22] Spiel mit mir (Live)
3. [05:14] Laichzeit (Live)
4. [05:52] Wollt ihr das Bett in Flammen sehen? (Live)
5. [05:57] Engel (Live)
6. [03:24] Asche zu Asche (Live)

### Der Meister
Der Meister, er sang nm. 2, af det tyske hybrid heavy metal band.

## Rammstein
Rammstein er det sidste nummer på Rammsteins debutplade Herzeleid. Det er inspireret af flyveopvisningsulykken der skete på den amerikanske militærbase i Ramstein, Tyskland i 1988, hvor 79 mennesker omkom.